# Fontenelle (Territoire de Belfort)
Fontenelle ist eine französische Gemeinde mit 135 Einwohnern (Stand: 1. Januar 2022) im Territoire de Belfort in der Region Bourgogne-Franche-Comté. Die Bewohner werden Fontenellois und Fontenelloises genannt.
Die Gemeinde erhielt 2023 die Auszeichnung „Zwei Blumen“, die vom Conseil national des villes et villages fleuris (CNVVF) im Rahmen des jährlichen Wettbewerbs der blumengeschmückten Städte und Dörfer verliehen wird.

## Geographie
Fontenelle liegt auf 341 m Höhe, etwa sieben Kilometer östlich der Stadt Belfort (Luftlinie). Das Dorf erstreckt sich im Flachland der Burgundischen Pforte, in der Talmulde der Autruche zwischen den Waldgebieten des Bois de Bessoncourt im Norden und der Grands Bois im Süden.
Die Fläche des 1,75 km² großen Gemeindegebiets umfasst einen Abschnitt der nur schwach reliefierten Landschaft im Bereich der Burgundischen Pforte (Trouée de Belfort). Der zentrale Teil des Gebietes wird in Nordwest-Südost-Richtung von der Talmulde der Autruche durchquert, die unterhalb des Dorfes in die Madeleine mündet und für die Entwässerung über die Bourbeuse zur Allaine sorgt. Der flache Talboden weist eine Breite von ungefähr 400 m auf. Bei Fontenelle erhält die Autruche Zufluss durch die Clavelière. Nach Norden reicht der Gemeindeboden bis an den Rand des Bois de Bessoncourt. Südlich der Autruche steigt der Hang sanft zum angrenzenden Plateau von Les Grands Bois an. Hier wird mit 369 m die höchste Erhebung von Fontenelle erreicht.
Nachbargemeinden von Fontenelle sind Chèvremont im Westen und Norden, Petit-Croix im Osten sowie Novillard und Vézelois im Süden.

## Geschichte
Erstmals urkundlich erwähnt wird Fontenelle im Jahr 1458. Es stand unter der Oberhoheit der Habsburger. Zusammen mit dem Sundgau kam Fontenelle mit dem Westfälischen Frieden 1648 an die französische Krone. Seit 1793 gehörte das Dorf zum Département Haut-Rhin, verblieb jedoch nach dem Deutsch-Französischen Krieg 1871 als Teil des arrondissement subsistant du Haut-Rhin im Gegensatz zum restlichen Elsass bei Frankreich. 1973 wurde Fontenelle mit Chèvremont fusioniert, erhielt aber bereits 1977 seine Selbständigkeit als Gemeinde wieder zurück. Kirchlich gehörte Fontenelle stets zu Chèvremont.

## Sehenswürdigkeiten
Die 1825 erbaute Mühle, welche durch die Wasserkraft der Autruche angetrieben wurde, stellte ihren Betrieb 1960 ein. Von 1865 stammt die Mairie (Bürgermeisteramt).

## Bevölkerung
| Bevölkerungsentwicklung | Bevölkerungsentwicklung |
| Jahr                    | Einwohner               |
| ----------------------- | ----------------------- |
| 1962                    | 44                      |
| 1968                    | 52                      |
| 1982                    | 115                     |
| 1990                    | 118                     |
| 1999                    | 111                     |
| 2006                    | 112                     |
| 2013                    | 157                     |
| 2020                    | 127                     |

Mit 135 Einwohnern (1. Januar 2022) gehört Fontenelle zu den kleinsten Gemeinden des Départements Territoire de Belfort. Nachdem die Einwohnerzahl in der ersten Hälfte des 20. Jahrhunderts stets im Bereich zwischen 50 und 80 Personen gelegen hatte, wurde während der 1970er Jahre ein deutliches Bevölkerungswachstum verzeichnet. Seither verblieb die Einwohnerzahl auf annähernd konstantem Niveau.

## Wirtschaft und Infrastruktur
Fontenelle war bis weit ins 20. Jahrhundert hinein ein vorwiegend durch die Landwirtschaft (Ackerbau, Obstbau und Viehzucht) geprägtes Dorf. Noch heute leben die Bewohner zur Hauptsache von der Tätigkeit im ersten Sektor. Außerhalb des primären Sektors gibt es nur wenige Arbeitsplätze im Dorf. Viele Erwerbstätige sind auch Wegpendler, die in den umliegenden größeren Ortschaften und in der Agglomeration Belfort ihrer Arbeit nachgehen.
Die Ortschaft liegt abseits der größeren Straßenverbindungen an einer Departementsstraße, die von Belfort nach Montreux-Château führt. Der nächste Anschluss an die Autobahn A36 befindet sich in einer Entfernung von ungefähr sechs Kilometern. Eine weitere Straßenverbindung besteht mit Novillard.